# Adetokunbo Ogundeji
Adetokunbo Ogundeji (* 9. Oktober 1998 in West Bloomfield, Michigan) ist ein US-amerikanischer American-Football-Spieler auf der Position des Outside Linebackers für die Pittsburgh Steelers in der National Football League (NFL). Zuvor spielte er für die Atlanta Falcons.

## Frühe Jahre
Ogundeji ging im Commerce Township, Michigan, auf die Highschool. Später besuchte er die University of Notre Dame.

## NFL
Ogundeji wurde im NFL-Draft 2021 in der fünften Runde an 182. Stelle von den Atlanta Falcons ausgewählt. Am 15. Juni 2021 unterschrieb er einen Vierjahresvertrag bei den Falcons. Am 10. Oktober 2021 konnte er im Spiel gegen die New York Jets seinen ersten Sack in der NFL verzeichnen.
Wegen einer Fußverletzung, die er sich in der Saisonvorbereitung zugezogen hatte, wurde Ogundeji auf die Injured Reserve List gesetzt und verpasste die komplette Saison 2023. Am 16. Mai 2024 wurde er schließlich von den Falcons entlassen. Am 30. August 2024 verpflichteten die Pittsburgh Steelers Ogundeji für ihren Practice Squad. Bei den Steelers traf er wieder auf Arthur Smith, der ihn als Head Coach der Falcons 2021 von Notre Dame gedraftet hatte und nun als Offensive Coordinator für die Steelers fungierte.